# Roy Lambert (cầu thủ bóng đá)
Roy Lambert (sinh ngày 16 tháng 7 năm 1933) là một cựu cầu thủ bóng đá thi đấu ở Football League cho Rotherham United và Barnsley. Ông là thành viên trong đội hình của Rotherham vào Chung kết Football League Cup 1961.
Sau khoảng thời gian ngắn tại Barnsley, Lambert gia nhập Huddersfield Town với tư cách huấn luyện viên đội trẻ. Đồng thời ông cũng là trưởng tuyển trạch viên.